# Kabiny
Kabiny (deutsch Kabienen) ist ein Dorf in der polnischen Woiwodschaft Ermland-Masuren. Es gehört zur Landgemeinde Kolno im Powiat Olsztyński.

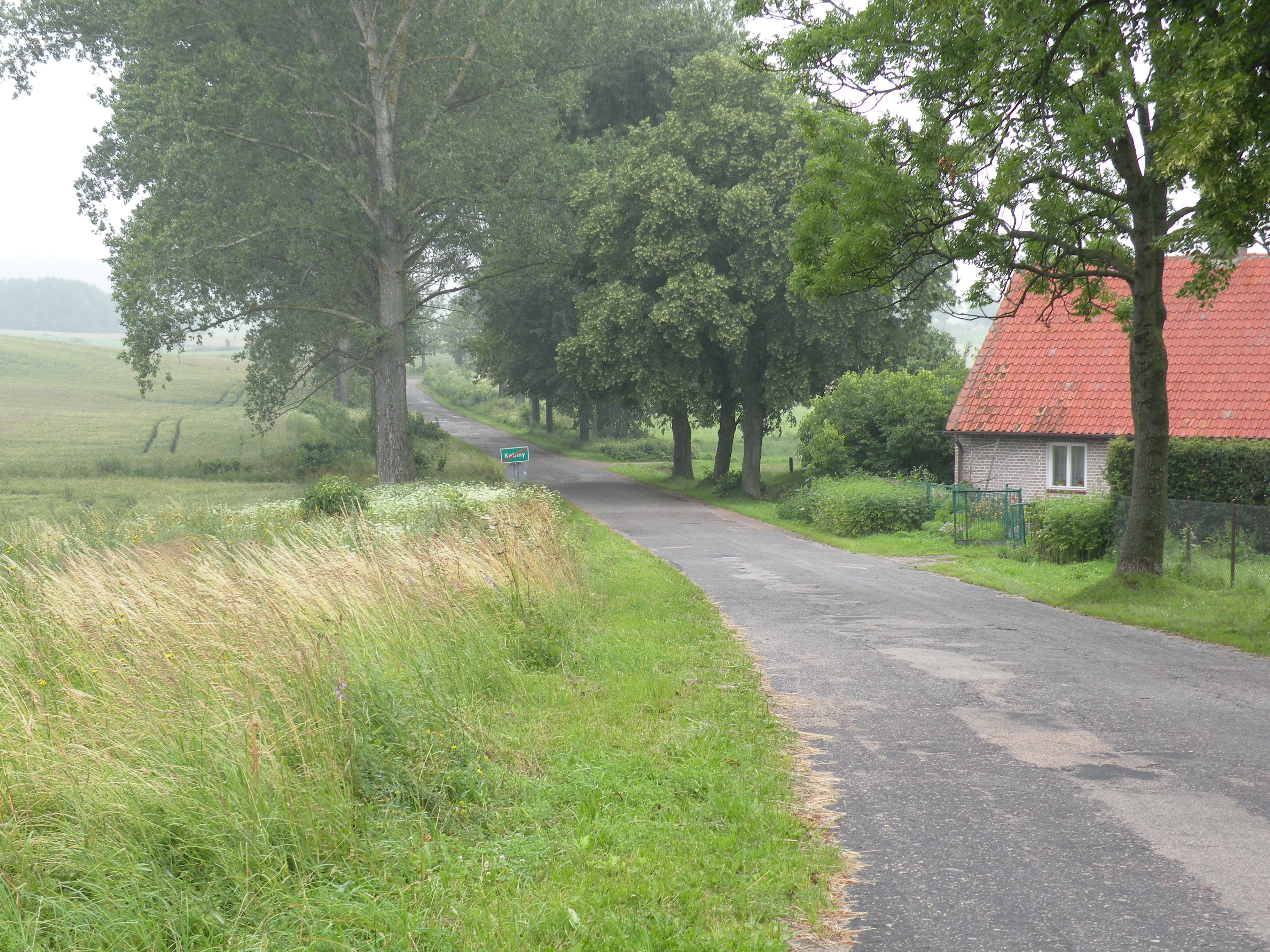
Ortsausfahrt Kabiny

## Geographische Lage
Kabiny liegt in der nördlichen Mitte der Woiwodschaft Ermland-Masuren, zehn Kilometer südwestlich der Stadt Reszel (Rößel) und 44 Kilometer nordöstlich der Kreisstadt Olsztyn (Allenstein).

## Geschichte

### Ortsgeschichte
Im Jahre 1359 wurde das damals Rynow, vor 1785 Cabyn, nach 1785 Cabienen und nach 1820 Cabinen genannte Dorf gegründet. Als Standort einer Windmühle gewann der Ort überregionale Bedeutung. Am 30. Juli 1874 wurde Kabienen Amtsdorf und damit namensgebend für einen Amtsbezirk, der bis 1945 bestand und zum Kreis Rößel im Regierungsbezirk Königsberg (ab 1905: Regierungsbezirk Allenstein) in der preußischen Provinz Ostpreußen gehörte. Eine für die Gefallenen angelegte Kriegsgräberstätte erinnert noch heute an die Schrecknisse des Ersten Weltkrieges.

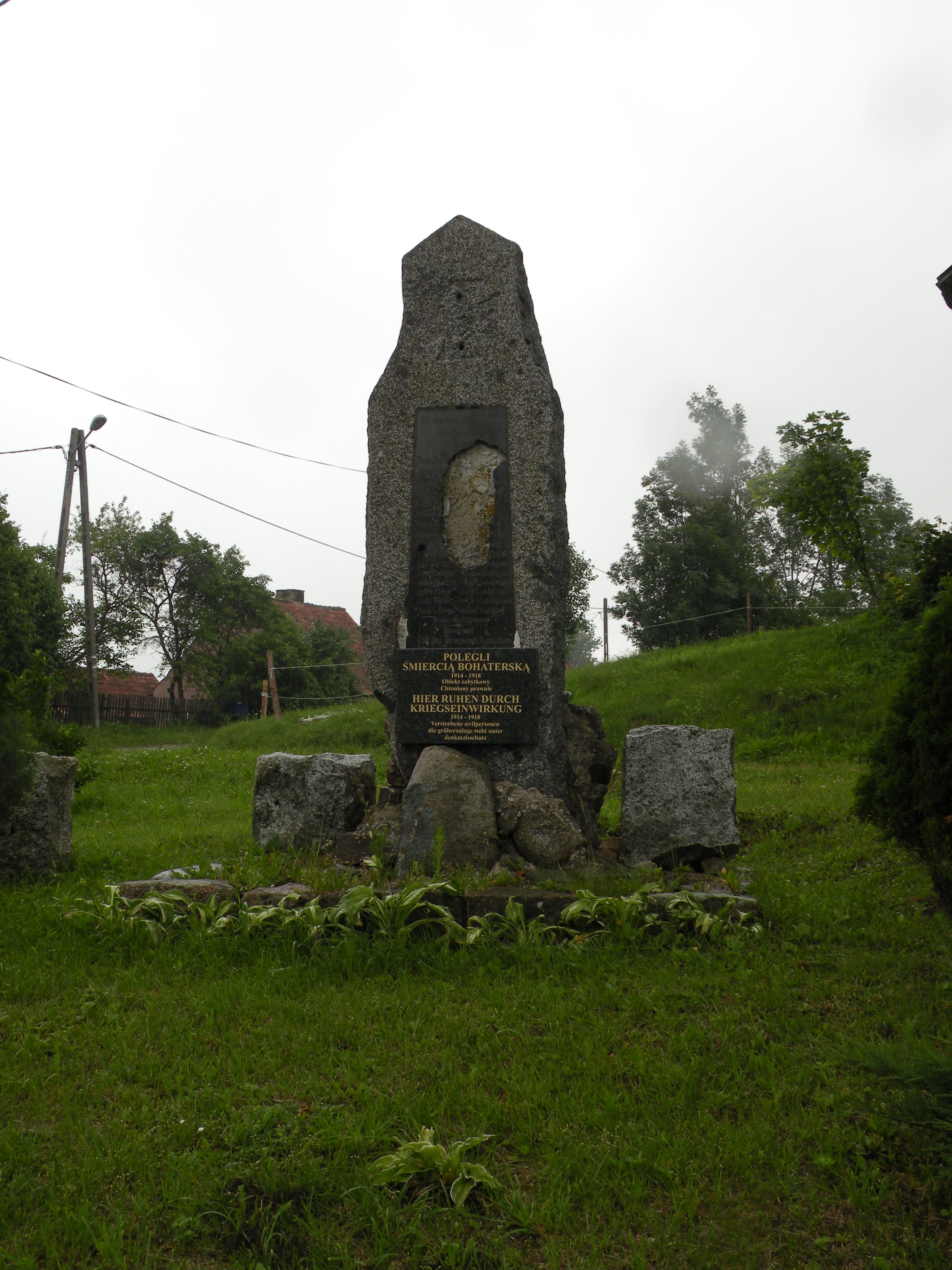
Kriegsgräberstätte in Kabiny

Im Jahre 1945 kam Kabienen in Kriegsfolge mit dem gesamten südlichen Ostpreußen zu Polen. Das Dorf ist heute ein Dorf und Schulzenamt der Landgemeinde Kolno im Powiat Olsztyński, bis 1998 der Woiwodschaft Olsztyn, seither der Woiwodschaft Ermland-Masuren zugehörig.

### Einwohnerzahlen
| Jahr | Anzahl |
| ---- | ------ |
| 1820 | 438    |
| 1885 | 834    |
| 1905 | 778    |
| 1910 | 758    |
| 1933 | 780    |
| 1939 | 765    |
| 2011 | 291    |

### Amtsbezirk Kabienen (1874–1945)
Zum Amtsbezirk Kabienen gehörten bei seiner Errichtung im Jahr 1874 die Orte:
| Deutscher Name                  | Polnischer Name | Bemerkungen                              |
| ------------------------------- | --------------- | ---------------------------------------- |
| Bodzianowo 1930–1945: Buchental | Bocianowo       | 1928 nach Bansen eingemeindet            |
| Groß Ottern 1928–1945: Ottern   | Otry            |                                          |
| Kabienen                        | Kabiny          |                                          |
| Klein Ottern                    | Oterki          | 1928 nach Groß Ottern eingemeindet       |
| ab 1928: Bansen                 | Bęsia           | Bis 1928 zum Amtsbezirk Bansen zugehörig |

## Kirche

### Evangelisch
Bis 1945 war Kabienen in die evangelische Kirche Rößel in der Kirchenprovinz Ostpreußen der Kirche der Altpreußischen Union eingepfarrt. Heute orientieren sich die evangelischen Einwohner Kabinys zur Pfarrei Kętrzyn (Rastenburg) in der Diözese Masuren der Evangelisch-Augsburgischen Kirche in Polen.

### Katholisch

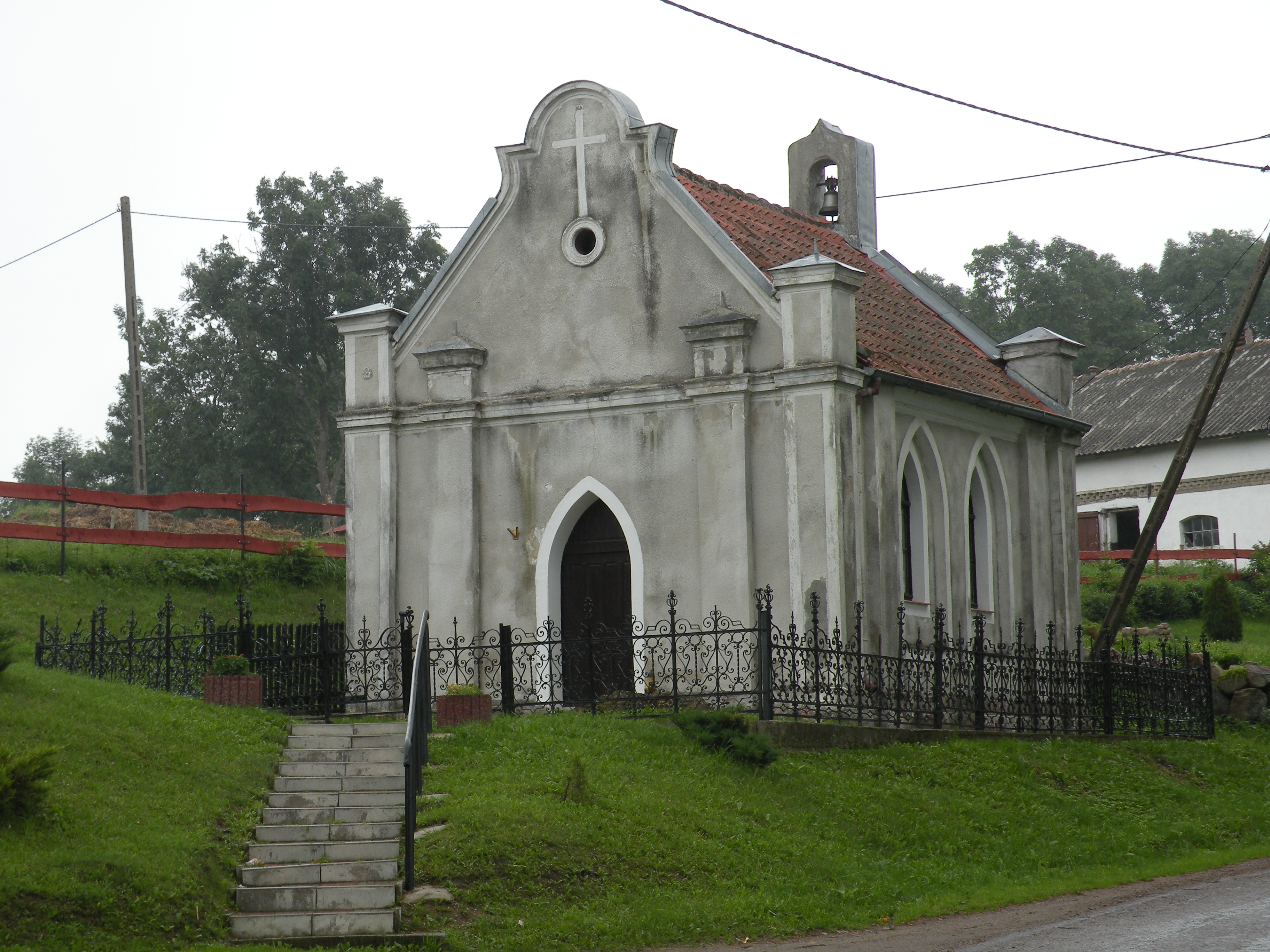
Katholische Kapelle in Kabiny

Im Jahre 1893 entstand in Kabienen eine Kapelle, die der Muttergottes vom Rosenkranz geweiht worden war. Sie wurde in den Jahren 2000 bis 2005 aufwändig restauriert. Das Dorf gehörte vor 1945 zur Pfarrgemeinde in Groß Köllen, die seinerzeit dem Bistum Ermland zugeordnet war. Dieser Bezug besteht auch heute noch, wobei die Pfarrei Kolno nunmehr zum Erzbistum Ermland gehört.

## Verkehr
Kabiny liegt an der Woiwodschaftsstraße 596, die die Städte Reszel (Rößel) im Powiat Kętrzyński und Biskupiec (Bischofsburg) im Powiat Olsztyński miteinander verbindet. Außerdem endet in Kabiny eine von Wójtowo (Voigtsdorf) über Kolno kommende Nebenstraße.
Eine Bahnanbindung existiert nicht.